# تشارلز ر. دوتي
تشارلز ر. دوتي هو سياسي أمريكي، ولد في 26 يناير 1924، وتوفي في 21 أبريل 2003 في تلسا في الولايات المتحدة.